# Edmund Poë
Sir Edmund Samuel Poë (11 septembre 1849 - 1er avril 1921) fut un officier de la Royal Navy d’origine irlandaise qui accéda, par la suite, au commandement suprême de la station des Indes orientales.

## Biographie
Poë nait le 11 septembre 1849, en Irlande. Son père, William Thomas Poe, exerçait la profession d'avocat. Parmi ses aînés, l’un, nommé Sir William Hutcheson Poë, se distingua tant par les armes que par la politique. Un autre frère, George Leslie Poë, embrassa la carrière des mers, parvenant au grade de capitaine dans la Royal Navy.

## Carrière navale
Formé à la Burney's Royal Naval Academy de Gosport, Poë intégra la Royal Navy en 1862. En avril 1864, il fut élevé au rang d’aspirant et embarqua sur le HMS Bombay. Il se trouvait à son bord lorsque ce vaisseau, ravagé par les flammes, sombra au large de Montevideo en décembre de la même année, calamité qui emporta quatre-vingt-douze personnes de l’équipage.
En mai 1875, alors qu’il officiait comme lieutenant à bord du HMS Newcastle, Poë se précipita par-dessus le bastingage afin de porter secours à un matelot tombé à la mer. Ce haut fait lui valut l’octroi de la médaille de bronze de la Royal Humane Society. Il réitéra pareil exploit en octobre 1876, arrachant un autre homme aux flots.
Il fut élevé en 1889 à la dignité de conseiller naval auprès de l’inspecteur général des fortifications, avant d’être pourvu, en 1897, du commandement de l’escadron d’exercice.
Promu au grade de commodore de seconde classe en 1899, il assuma le commandement de l’escadron de croiseurs jusqu’à l’orée de l’année 1900.

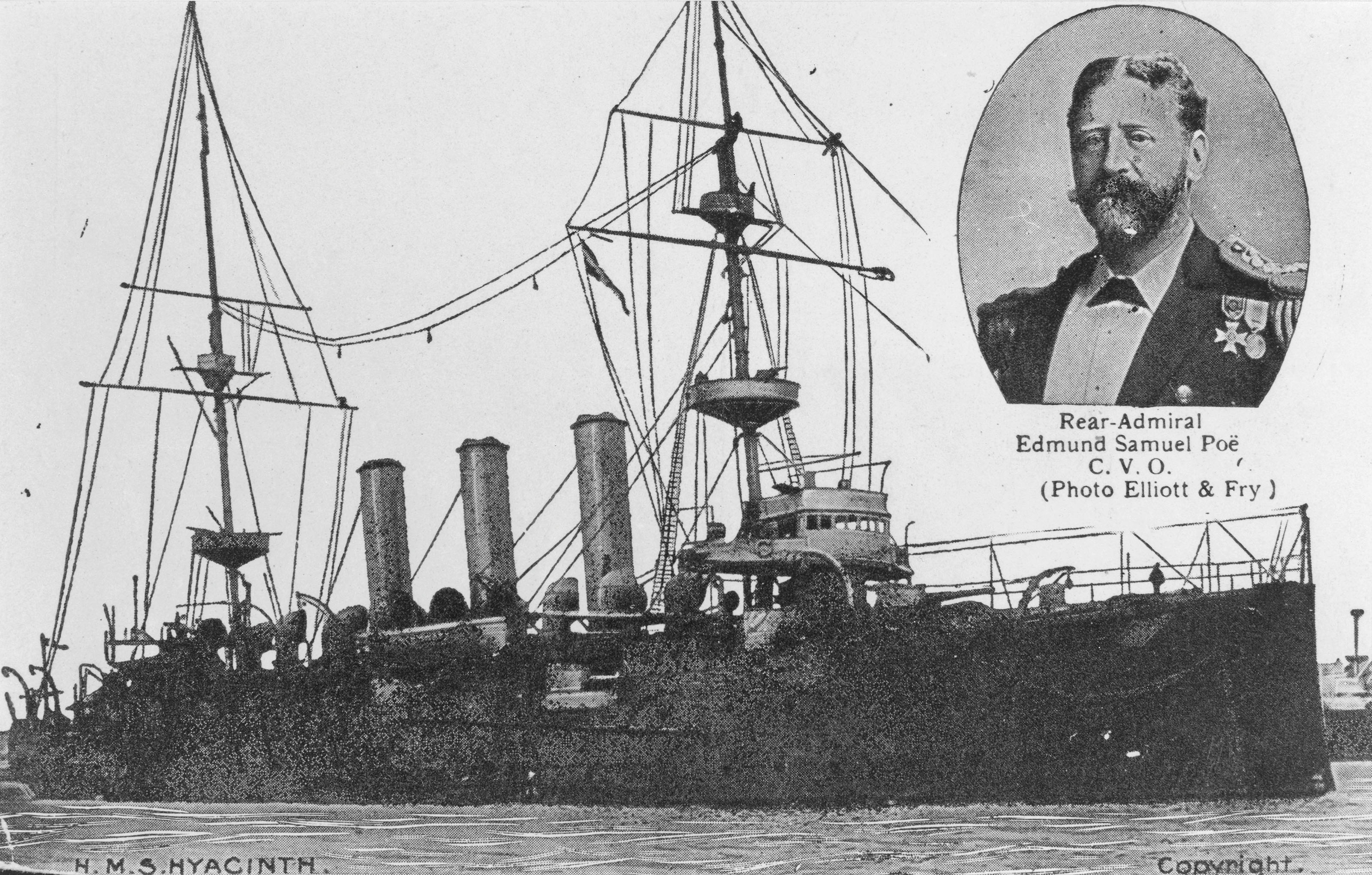
, Poë en médaillon

En septembre 1901, il fut élevé au grade de rear amiral. Par la suite, il assuma la charge de commandant en second de la Home Fleet en 1903, puis celle de contre-amiral à la tête du 1er escadron de croiseurs en 1904. Il se vit confier le commandement suprême de la station des Indes orientales en 1905, puis celui de la station du cap de Bonne-Espérance en 1907, avant d’être désigné commandant en chef de l’escadre méditerranéenne en 1910. Enfin, il fut nommé premier et principal aide de camp du souverain en 1912 et prit congé du service actif le 11 septembre 1914.

## Famille
En 1877, il contracta mariage avec Frances Catherine Sheil. De cette union naquirent trois enfants, soit deux fils et une fille.